# منصور الجوذري العزيزي
أبو علي منصور الجوذري العزيزي كاتب فاطمي، يُعد من المؤرخين، نسبه يعود إلى العزيز بالله العبيدي الفاطمي، وقد يكون صقلبيًا. تولى الكتابة للأستاذ جوذر الصقلبي سنة 350 هـ وهما في المهدية. واشتدت صلته بجوذر حتى كان أمينه ومستودع أسراره. ومات جوذر في طريقه إلى مصر سنة 362 هـ فصنف منصور أخباره وأدخل فيها كثيرا من الوثائق والنصوص في كتاب سيرة الأستاذ جوذر، وحل محله في خدمة المعز معد بن إسماعيل ثم العزيز نزار بن معد فالحاكم بأمر الله منصور بن نزار متوليًا أمانة سرهم وحفظ توقيعاتهم والكتب التي ترد عليهم. تولى الأحباس (الأوقاف) بمصر، وأضيفت إليه في أيام الحاكم الحسبة وسوق الرقيق والسواحل وأعمال أخرى، ويظهر أنه مات في أيام الحاكم.

## مؤلفاته
- سيرة الاستاذ جوذر، وبه توقيعات الأئمة الفاطميين.